# Sevdiğin
Sevdiğin ist ein Dorf im zentralen Bezirk  der Provinz Kırşehir in der Türkei.

## Lage
Das Dorf liegt 12 km westlich vom Zentrum der Stadt Kırşehir entfernt, unweit vom südlichen Ende des Berges Emirburnu zwischen den Dörfern Kortulu (südwestlich), Karalar (westlich) und Yağmurlukale (nordwestlich).

## Geschichte

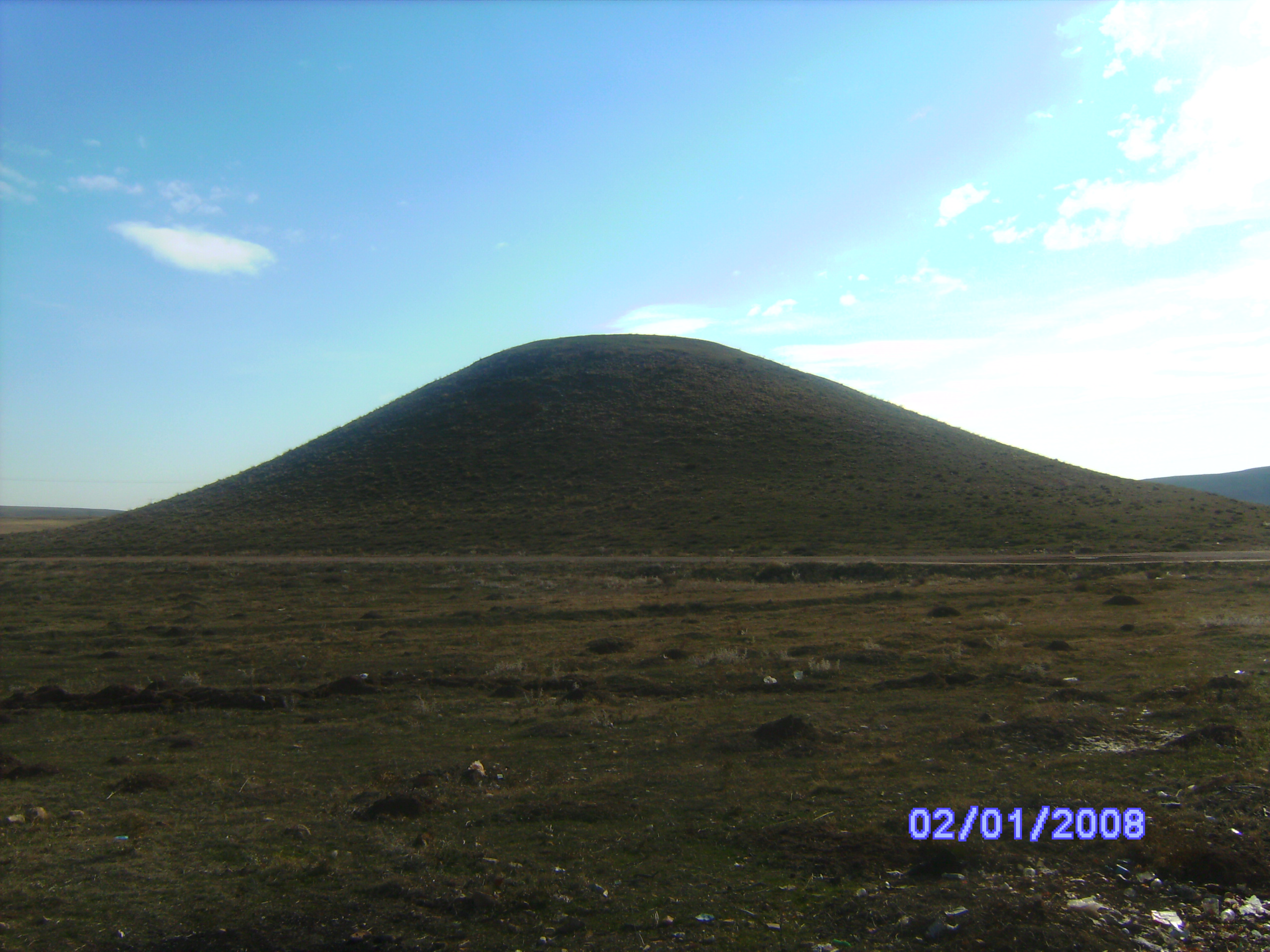
Höyük von Sevdiğin, Kırşehir, Türkei

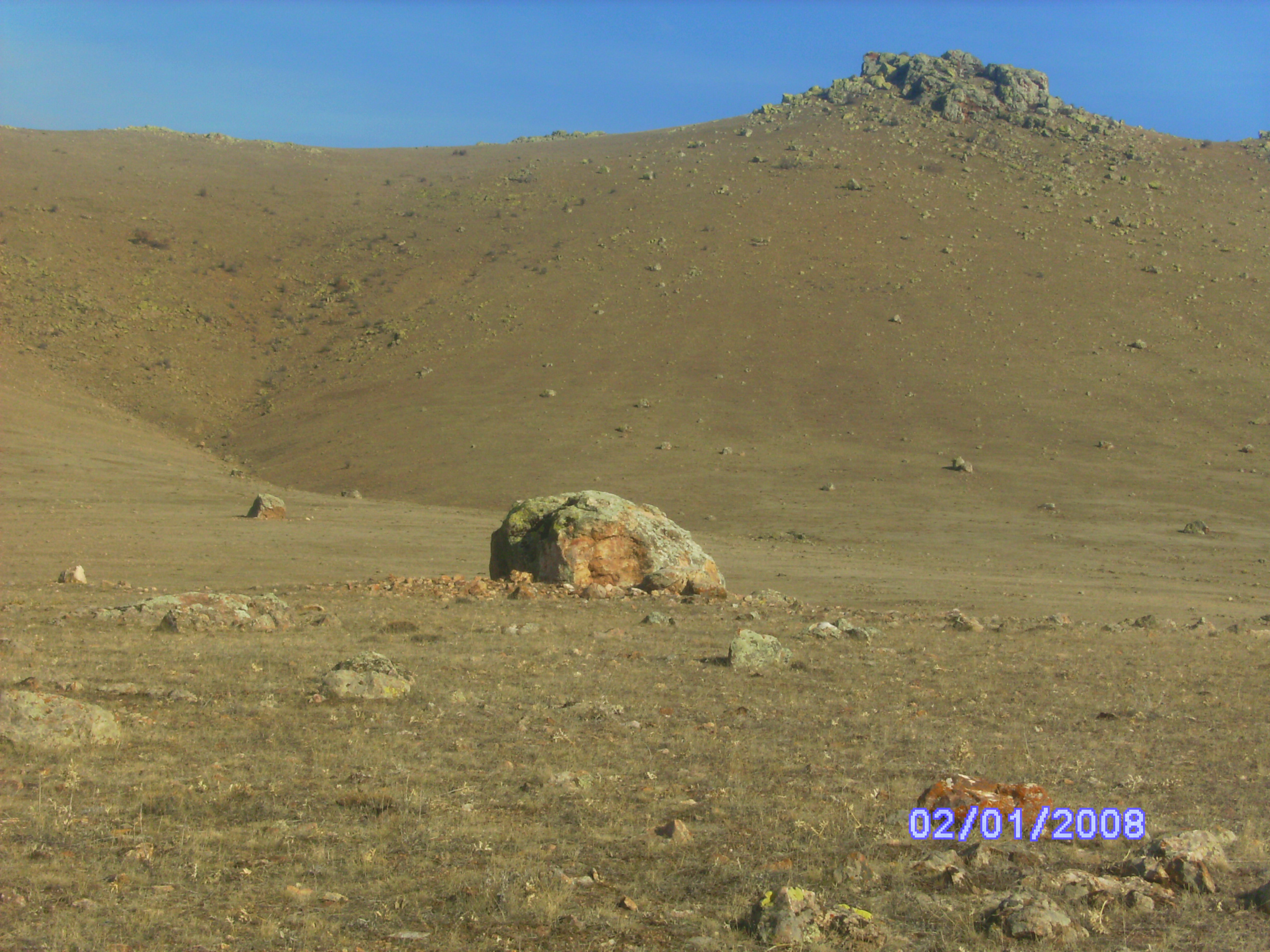
Malkaya, Sevdiğin, Kırşehir, Türkei, 2008

1970 fand Semavi Eyice hinter dem Dorfbrunnen einen ziemlich hohen Siedlungshügel (Höyük) vor. Dieser, von Eyice nicht näher untersucht, deute darauf hin, dass der Ort seit alters her besiedelt gewesen sei. Cevat Hakkı Tarım rühmt den Sevdiğin-Hügel als einen der wichtigsten Hügel von Kırşehir und eines der lebendigsten historischen Zeugnisse der Stadt.
Urkundlich bezeugt ist der Name Sevdiğin in einer in arabischer und mongolischer Sprache verfassten Stiftungsurkunde (Vakfiye) des damaligen Emirs von Kırşehir Nûreddin Cacaoğlu, die auf Schawwāl 670 (Mai 1272) datiert und in mehreren Handschriften erhalten ist. Die Beschreibung des Orts (Çiftlik, „Landgut“ und Köy, „Dorf“ bei Eyice) und seiner Ausdehnung differiert in den Handschriften. Die Erwähnung eines Dorfs „Terme“ in der Nachbarschaft deute aber darauf hin, dass es sich um eine Siedlung an oder bei dem heutigen Dorf gehandelt habe, weil die einige Örtlichkeit, auf die die Bezeichnung Terme zutreffe, die Karakurt-Thermalquelle in unmittelbarer Nachbarschaft des heutigen Dorfes sei und es ausgeschlossen sei, dass damit der heutige gleichnamige Stadtteil von Kırşehir gemeint sei, wo es ebenfalls eine Thermalquelle gibt. Dies belege, dass der Ort mindestens schon um 1250 besiedelt gewesen sei.
Semavi Eyice vermutet aus der Lage von Malkaya, das etwas abseits des Dorfes Sevdiğin liegt und offenbar auf die hethitische Zivilisation zurückgeht, dass die Straße, die vor der Flutung des Hirfanlı-Stausees von Kırşehir durch Sevdiğin nach Şereflikoçhisar führte, schon zur Zeit der Hethiter genutzt wurde.